# Lake Park (Georgia)
Lake Park es una ciudad ubicada en el condado de Lowndes en el estado estadounidense de Georgia. En el censo de 2000, su población era de 549.

## Demografía
En el 2000 la renta per cápita promedia del hogar era de $28,359, y el ingreso promedio para una familia era de $31,806. El ingreso per cápita para la localidad era de $17,715. Los hombres tenían un ingreso per cápita de $30,521 contra $17,083 para las mujeres.

## Geografía
Lake Park se encuentra ubicado en las coordenadas 30°41′5″N 83°11′16″O / 30.68472, -83.18778 (30.684704, -83.187639).
Según la Oficina del Censo, la localidad tiene un área total de 3,8 km² (1,5 mi²), de la cual 3,7 km² (1,4 mi²) es tierra y 0,1 km² (0 mi²) (3.50%) es agua.